# Olympische Sommerspiele 1992/Leichtathletik – Diskuswurf (Frauen)

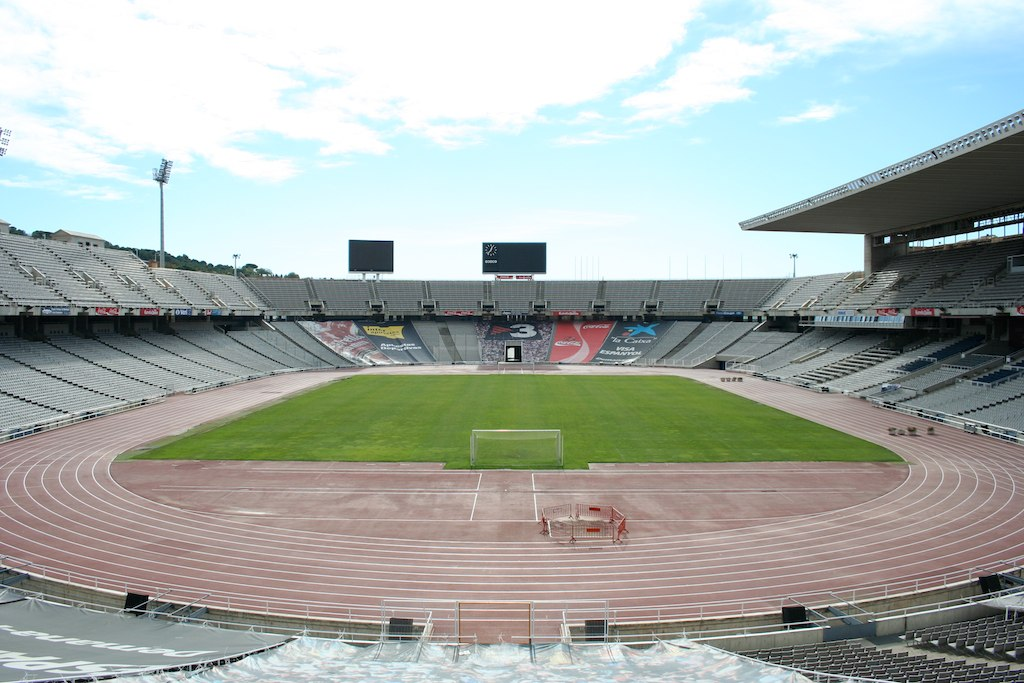
Das Olympiastadion von Barcelona im Jahr 2008

Der Diskuswurf der Frauen bei den Olympischen Spielen 1992 in Barcelona wurde am 2. und 3. August 1992 im Olympiastadion Barcelona ausgetragen. 28 Athletinnen nahmen teil.
Olympiasiegerin wurde die Kubanerin Maritza Martén, die vor der Bulgarin Zwetanka Christowa gewann. Die Bronzemedaille ging an die Australierin Daniela Costian.
Für Deutschland starteten Franka Dietzsch, Martina Hellmann und Ilke Wyludda. Hellmann scheiterte in der Qualifikation. Dietzsch und Wyludda erreichten das Finale. Wyludda wurde Neunte, Dietzsch Zwölfte.

Ursula Weber nahm für Österreich teil. Sie schied in der Qualifikation aus.

Athletinnen aus der Schweiz und Liechtenstein waren nicht dabei.

## Aktuelle Titelträgerinnen
| Olympiasiegerin 1988                      | Martina Hellmann ( DDR)             | 72,30 m | Seoul 1988            |
| Weltmeisterin 1991                        | Zwetanka Christowa ( Bulgarien)     | 71,02 m | Tokio 1991            |
| Europameisterin 1990                      | Ilke Wyludda ( DDR)                 | 68,46 m | Split 1990            |
| Panamerikanische Meisterin 1991           | Bárbara Hechavarría ( Kuba)         | 63,50 m | Havanna 1991          |
| Zentralamerika und Karibik-Meisterin 1991 | Lilliam Rivera ( Puerto Rico)       | 48,52 m | Xalapa 1991           |
| Südamerika-Meisterin 1991                 | María Isabel Urrutia ( Kolumbien)   | 51,70 m | Manaus 1991           |
| Asienmeisterin 1991                       | Min Chunfeng ( Volksrepublik China) | 61,74 m | Kuala Lumpur 1991     |
| Afrikameisterin 1992                      | Lizette Etsebeth ( Südafrika)       | 54,84 m | Belle Vue Maurel 1992 |
| Ozeanienmeisterin 1990                    | Jeanette Park ( Neuseeland)         | 47,02 m | Suva 1990             |

## Bestehende Rekorde
| Weltrekord         | 76,80 m | Gabriele Reinsch ( DDR) | Neubrandenburg, DDR (heute Deutschland) | 9. Juli 1988       |
| Olympischer Rekord | 72,30 m | Martina Hellmann ( DDR) | Finale OS Seoul, Südkorea               | 29. September 1988 |

Der bestehende olympische Rekord wurde bei diesen Spielen nicht erreicht. Der weiteste Wurf gelang der kubanischen Olympiasiegerin Maritza Martén mit 70,06 m in ihrem fünften Versuch im Finale. Damit blieb sie 2,24 m unter dem Olympia- und 6,74 m unter dem Weltrekord.

## Legende
Kurze Übersicht zur Bedeutung der Symbolik – so üblicherweise auch in sonstigen Veröffentlichungen verwendet:
| – | verzichtet |
| x | ungültig   |

## Qualifikation
Datum: 2. August 1992, ab 17:15 Uhr
Für die Qualifikation wurden die Athletinnen in zwei Gruppen gelost. Zehn von ihnen (hellblau unterlegt) übertrafen die direkte Finalqualifikationsweite von 62,00 m. Damit war die Mindestanzahl von zwölf Finalteilnehmerinnen nicht erreicht und das Finalfeld wurde mit den zwei nächstbesten Starterinnen beider Gruppen (hellgrün unterlegt) auf zwölf Wettbewerberinnen aufgefüllt. So reichten schließlich 60,88 m für die Finalteilnahme.

### Gruppe A
| Platz | Name                  | Nation              | 1. Versuch | 2. Versuch | 3. Versuch | Weite   |
| ----- | --------------------- | ------------------- | ---------- | ---------- | ---------- | ------- |
| 1     | Larissa Korotkewitsch | EUN                 | 67,92 m    | –          | –          | 67,92 m |
| 2     | Maritza Martén        | Kuba                | 65,02 m    | –          | –          | 65,02 m |
| 3     | Daniela Costian       | Australien          | x          | 64,10 m    | –          | 64,10 m |
| 4     | Zwetanka Christowa    | Bulgarien           | 64,06 m    | –          | –          | 64,06 m |
| 5     | Nicoleta Grădinaru    | Rumänien            | 58,24 m    | x          | 60,82 m    | 60,82 m |
| 6     | Martina Hellmann      | Deutschland         | 59,00 m    | x          | 60,52 m    | 60,52 m |
| 7     | Bárbara Hechavarría   | Kuba                | x          | 60,22 m    | x          | 60,22 m |
| 8     | Qiu Qiaoping          | Volksrepublik China | 59,32 m    | 58,14 m    | 58,88 m    | 59,32 m |
| 9     | Vladimíra Malátová    | Tschechoslowakei    | 56,46 m    | 57,84 m    | 59,04 m    | 59,04 m |
| 10    | Ilga Bērtulsone       | Lettland            | 58,92 m    | 58,62 m    | x          | 58,92 m |
| 11    | Connie Price-Smith    | USA                 | 58,66 m    | x          | x          | 58,66 m |
| 12    | Mette Bergmann        | Norwegen            | x          | 58,32 m    | x          | 58,32 m |
| 13    | Carla Garrett         | USA                 | 55,24 m    | x          | 58,06 m    | 58,06 m |
| 14    | Jacqueline McKernan   | Großbritannien      | 51,94 m    | x          | x          | 51,94 m |

In der Qualifikationsgruppe A ausgeschiedene Diskuswerferinnen:

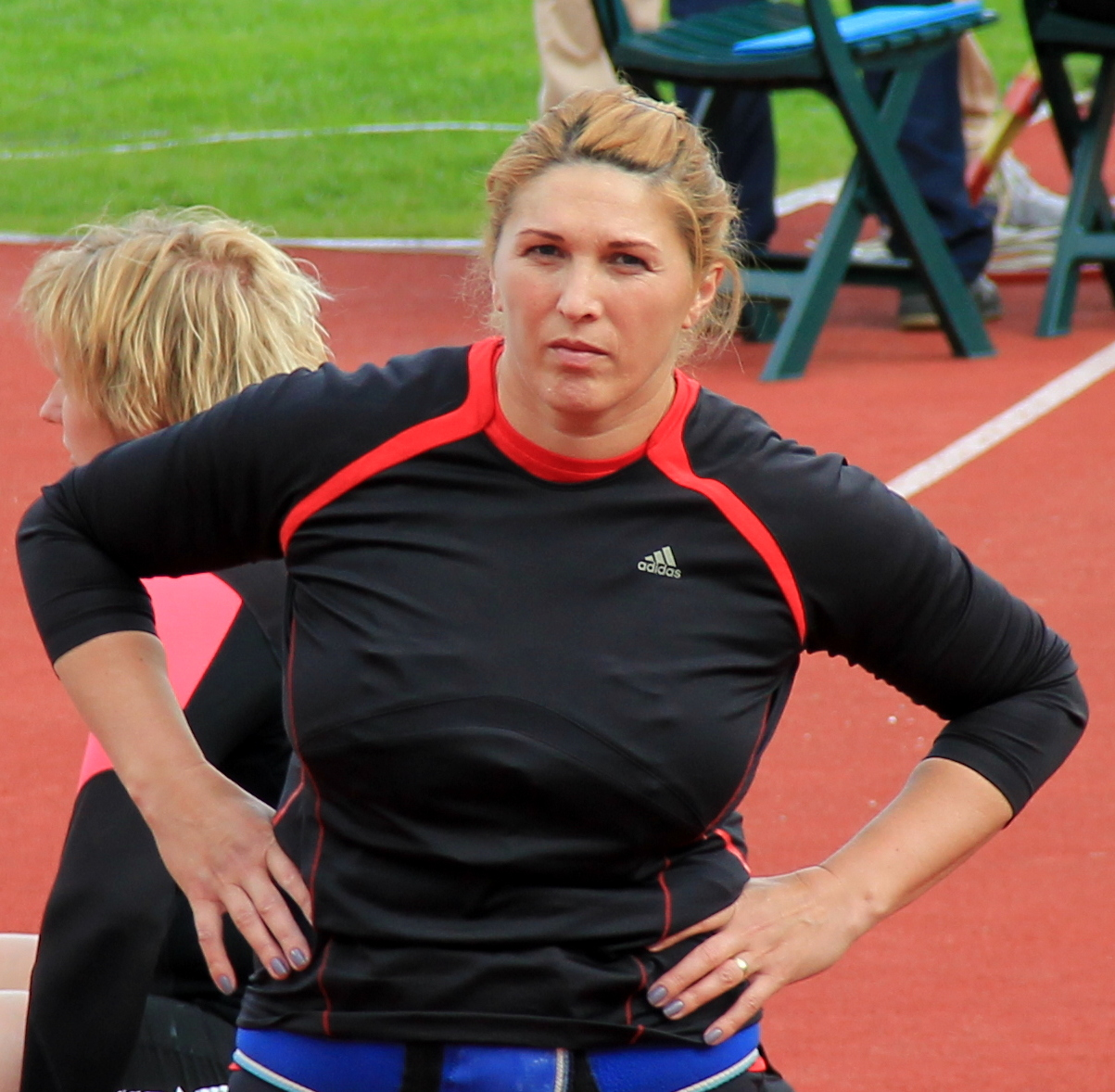
Nicoleta Grădinaru (hier im Jahr 2012) – spätere Nicoleta Grasu – 60,82 m
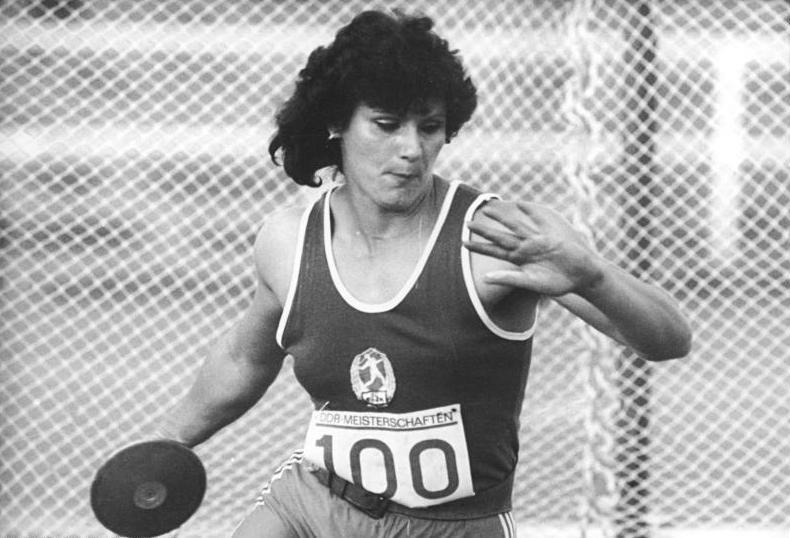
Martina Hellmann – Olympiasiegerin von 1988 – 60,52 m
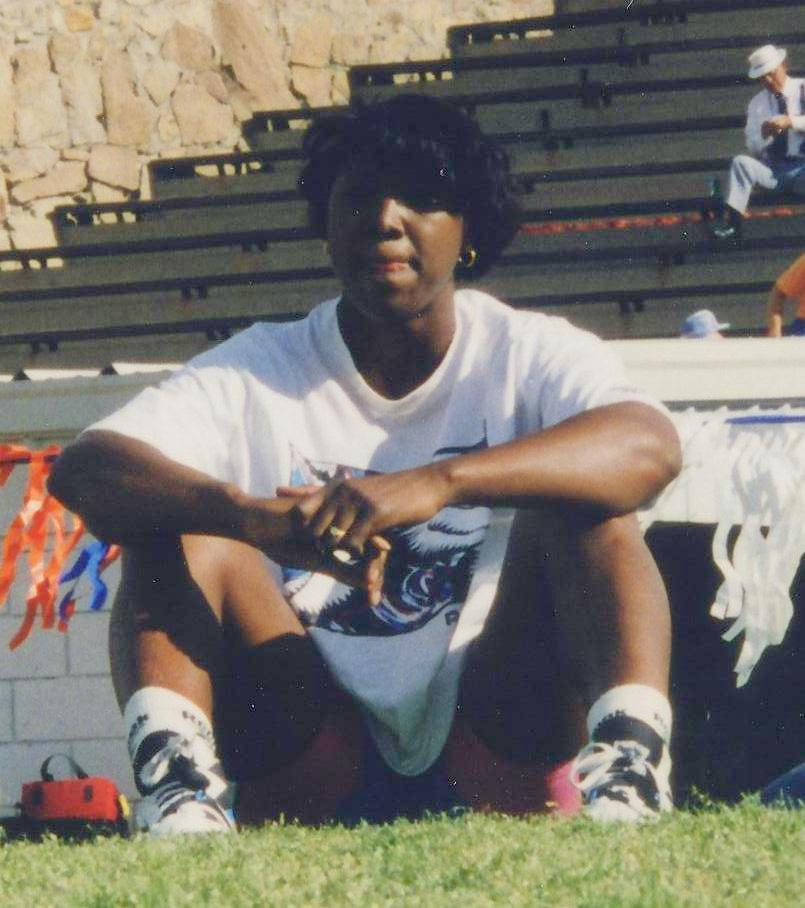
Connie Price-Smith – 58,66 m
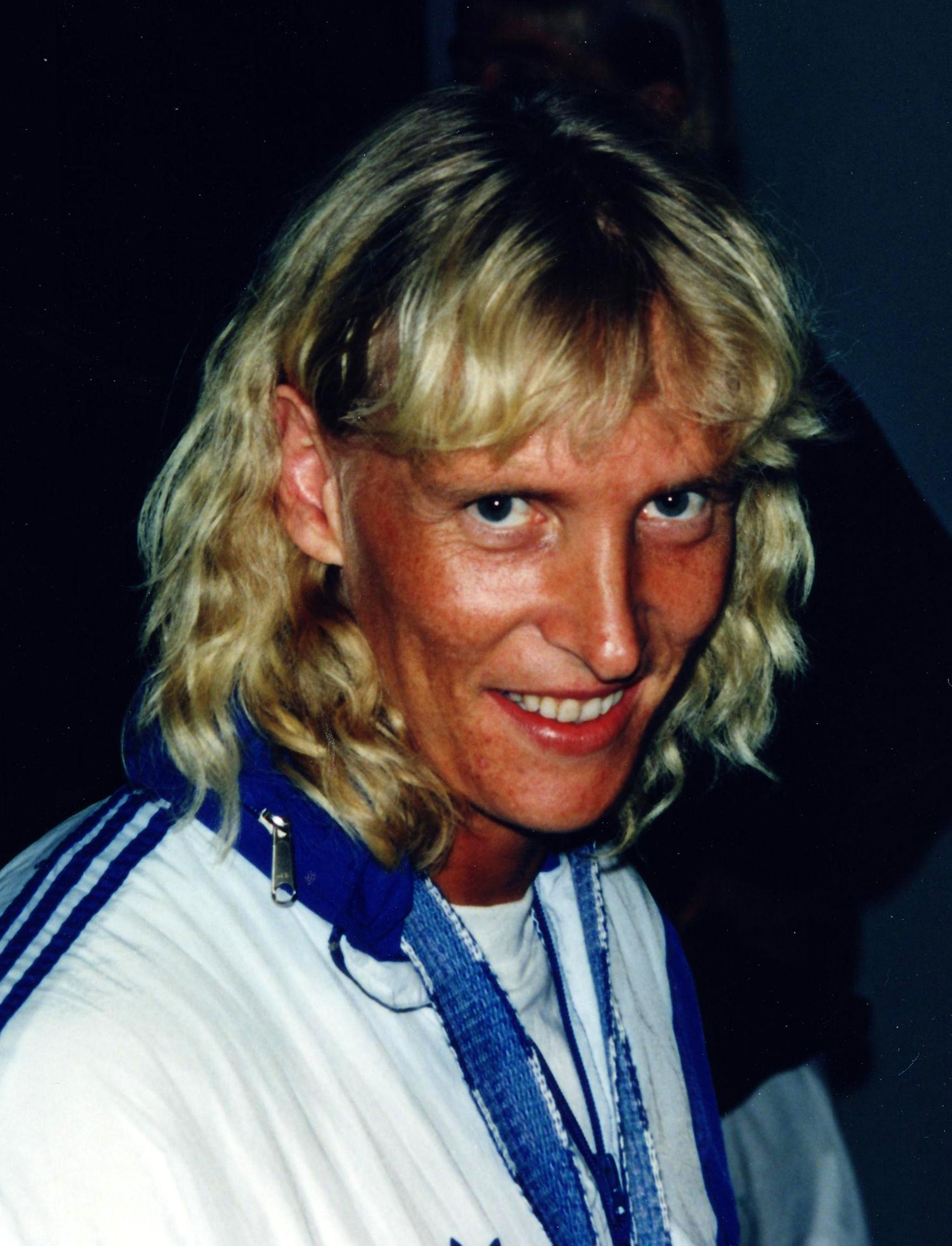
Mette Bergmann – 58,32 m

### Gruppe B
| Platz | Name              | Nation              | 1. Versuch | 2. Versuch | 3. Versuch | Weite   |
| ----- | ----------------- | ------------------- | ---------- | ---------- | ---------- | ------- |
| 1     | Stefania Simowa   | Bulgarien           | 65,60 m    | –          | –          | 65,60 m |
| 2     | Olga Burowa       | EUN                 | 64,78 m    | –          | –          | 64,78 m |
| 3     | Ilke Wyludda      | Deutschland         | 64,26 m    | –          | –          | 64,26 m |
| 4     | Franka Dietzsch   | Deutschland         | 63,60 m    | –          | x          | 63,60 m |
| 5     | Hilda Ramos       | Kuba                | 62,82 m    | –          | –          | 62,82 m |
| 6     | Min Chunfeng      | Volksrepublik China | 61,82 m    | 61,96 m    | 62,48 m    | 62,48 m |
| 7     | Iryna Jattschanka | EUN                 | 58,38 m    | 61,60 m    | 60,38 m    | 61,60 m |
| 8     | Agnese Maffeis    | Italien             | 60,88 m    | x          | 59,10 m    | 60,88 m |
| 9     | Manuela Tîrneci   | Rumänien            | x          | 59,44 m    | 56,24 m    | 59,44 m |
| 10    | Cristina Boiț     | Rumänien            | x          | 56,68 m    | x          | 56,68 m |
| 11    | Penny Lou Neer    | USA                 | 55,44 m    | 54,40 m    | 55,08 m    | 55,44 m |
| 12    | Ángeles Barreiro  | Spanien             | 53,14 m    | x          | x          | 53,14 m |
| 13    | Ursula Weber      | Österreich          | x          | 51,62 m    | x          | 51,62 m |
| 14    | Teresa Machado    | Portugal            | 49,58 m    | x          | x          | 49,58 m |

## Finale

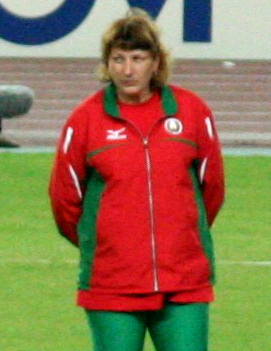
Iryna Jattschanka (hier auf einer Aufnahme von 2007) wurde Olympiasiebte

Datum: 3. August 1992, 18:50 Uhr
| Platz | Name                  | Nation              | 1. Versuch | 2. Versuch | 3. Versuch | 4. Versuch                                  | 5. Versuch                                  | 6. Versuch                                  | Endresultat |
| ----- | --------------------- | ------------------- | ---------- | ---------- | ---------- | ------------------------------------------- | ------------------------------------------- | ------------------------------------------- | ----------- |
| 1     | Maritza Martén        | Kuba                | 65,66 m    | x          | x          | 66,90 m                                     | 70,06 m                                     | 66,36 m                                     | 70,06 m     |
| 2     | Zwetanka Christowa    | Bulgarien           | 65,14 m    | 67,78 m    | 65,32 m    | x                                           | x                                           | x                                           | 67,78 m     |
| 3     | Daniela Costian       | Australien          | 64,40 m    | 64,08 m    | 64,24 m    | 64,92 m                                     | 66,24 m                                     | 65,94 m                                     | 66,24 m     |
| 4     | Larissa Korotkewitsch | EUN                 | 60,94 m    | x          | 65,52 m    | x                                           | 64,30 m                                     | x                                           | 65,52 m     |
| 5     | Olga Burowa           | EUN                 | 64,02 m    | x          | 62,80 m    | 61,84 m                                     | x                                           | 63,32 m                                     | 64,02 m     |
| 6     | Hilda Ramos           | Kuba                | 62,16 m    | x          | 62,72 m    | 59,28 m                                     | x                                           | 63,80 m                                     | 63,80 m     |
| 7     | Iryna Jattschanka     | EUN                 | 60,76 m    | 62,40 m    | 63,74 m    | x                                           | x                                           | x                                           | 63,74 m     |
| 8     | Stefania Simowa       | Bulgarien           | x          | 63,42 m    | 63,08 m    | 60,20 m                                     | 62,38 m                                     | 60,98 m                                     | 63,42 m     |
|       |                       |                     |            |            |            |                                             |                                             |                                             |             |
| 9     | Ilke Wyludda          | Deutschland         | 62,16 m    | 61,04 m    | x          | nicht im Finale der besten acht Werferinnen | nicht im Finale der besten acht Werferinnen | nicht im Finale der besten acht Werferinnen | 62,16 m     |
| 10    | Agnese Maffeis        | Italien             | 61,22 m    | 60,80 m    | x          | nicht im Finale der besten acht Werferinnen | nicht im Finale der besten acht Werferinnen | nicht im Finale der besten acht Werferinnen | 61,22 m     |
| 11    | Min Chunfeng          | Volksrepublik China | 59,06 m    | 60,82 m    | x          | nicht im Finale der besten acht Werferinnen | nicht im Finale der besten acht Werferinnen | nicht im Finale der besten acht Werferinnen | 60,82 m     |
| 12    | Franka Dietzsch       | Deutschland         | 60,24 m    | x          | x          | nicht im Finale der besten acht Werferinnen | nicht im Finale der besten acht Werferinnen | nicht im Finale der besten acht Werferinnen | 60,24 m     |

Für das Finale hatten sich zwölf Athletinnen qualifiziert, zehn über die geforderte Qualifikationsweite, die beiden anderen über ihre Platzierungen. Alle drei Teilnehmerinnen aus dem Vereinten Team hatten das Finale erreicht. Hinzu kamen je zwei Werferinnen aus Bulgarien, Deutschland und Kuba sowie je eine Teilnehmerin aus Australien, China und Italien.
Favoritinnen waren vor allem die bulgarische Weltmeisterin Zwetanka Christowa und die Deutsche Ilke Wyludda, Vizeweltmeisterin und Europameisterin. Für weitere vordere Platzierungen kamen die für das Vereinte Team startende Vizeeuropameisterin Olga Burowa, die Olympiasiegerin von 1988 Martina Hellmann, in Seoul für die DDR, jetzt für Deutschland am Start, sowie auch die australische WM-Fünfte Daniela Costian in Frage. Allerdings blieb Hellman hier in Barcelona bereits in der Qualifikation hängen.
Mit 65,66 m übernahm die Kubanerin Maritza Martén im ersten Versuch die Führung. Hinter ihr war Christowa mit 65,14 m Zweite, gefolgt von Costian – 64,40 m. Wyludda lag mit 62,16 m im hinteren Feld und konnte sich auch in der Folgezeit nicht mehr verbessern. Sie blieb auf Rang neun und verpasste damit die Qualifikation für die besten acht Werferinnen mit drei weiteren Versuchen. In Runde zwei setzte sich Christowa mit 67,78 m an die Spitze. Im vierten Durchgang verdrängte Larissa Korotkewitsch aus dem Vereinten Team Costian auf Platz vier. Martén steigerte sich zunächst auf 66,90 m und gewann im fünften Versuch mit 70,06 m die Führung zurück. Ebenfalls mit ihrem fünften Wurf zog Costian mit 66,24 m wieder an Korotkewitsch vorbei auf Platz drei. So waren die Medaillen verteilt. Maritza Martén wurde Olympiasiegerin, sie übertraf als einzige Athletin die 70-Meter-Marke. Zwetanka Christowa gewann Silber, Daniela Costian Bronze. Die weiteren Ränge belegten in dieser Reihenfolge Larissa Korotkewitsch, Olga Burowa und Hilda Ramos aus Kuba.
Maritza Martén war die erste kubanische Olympiasiegerin in dieser Disziplin.

Daniela Costian gewann die erste Medaille für Australien im Diskuswurf der Frauen.

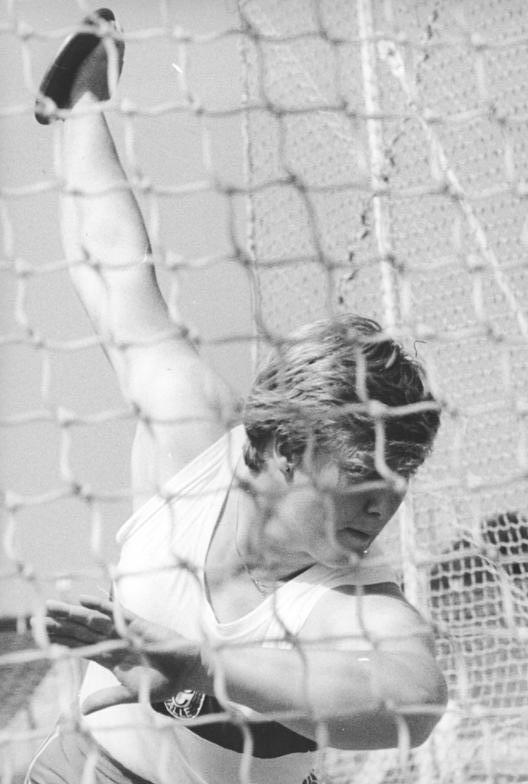
Ilke Wyludda belegte im Finale Platz neun
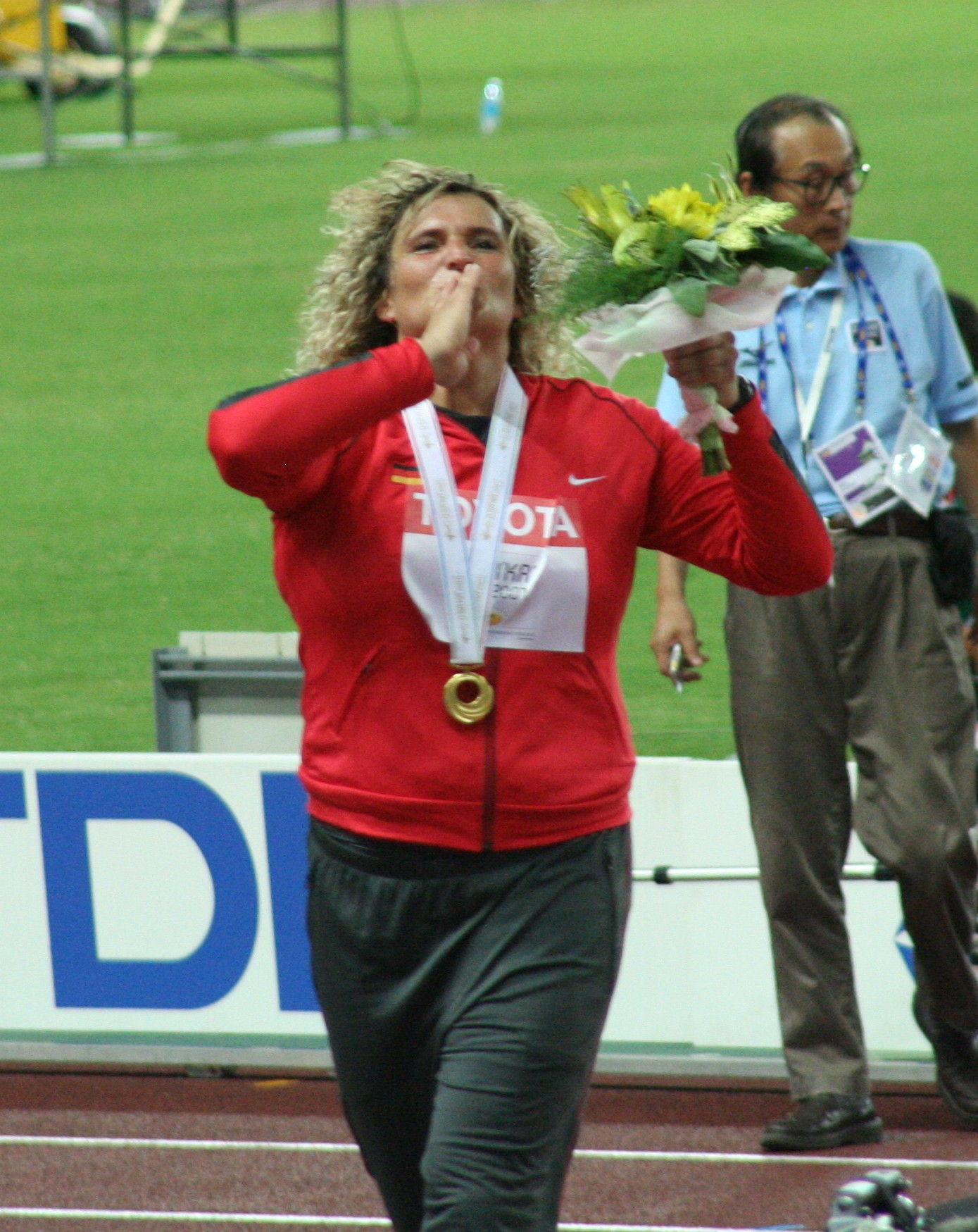
Franka Dietzsch (hier mit WM-Gold 2007) kam auf den zwölften Platz

## Videolinks
- Women's Discus Final at the Barcelona 1992 Olympics, youtube.com, abgerufen am 1. Januar 2022
- 1992 Olympics ~ Women's Discus Winning Throw, youtube.com, abgerufen am 1. Januar 2022
- 3966 Olympic Track & Field 1992 Discus Women Tsvetanka Khristova, youtube.com, abgerufen am 19. Februar 2018
- 3972 Olympic Track & Field 1992 Discus Women Irina Yatchenko, youtube.com, abgerufen am 1. Januar 2022
- 3968 Olympic Track & Field 1992 Discus Women Ilke Wyludda, youtube.com, abgerufen am 1. Januar 2022
- 3971 Olympic Track & Field 1992 Discus Women Min Chunfeng, youtube.com, abgerufen am 1. Januar 2022
- 3873 Olympic Track & Field 1992 Discus Women Jackie McKernan, youtube.com, abgerufen am 1. Januar 2022